# Hana Gitelman
Hana Gitelman egy kitalált szereplő a Hősök (Heroes) című televíziósorozatban, akit Stana Katić alakít. Először a Hősök képregények 13., Wireless című számában tűnik fel és tevékenységének legnagyobb része a sorozat epizódjain kívül zajlik.
|  | Alább a cselekmény részletei következnek! |

## Kezdetek
Hana egy harmadik generációs izraeli katona. A nagyanyja a második világháború folyamán az ellenállásban harcolt a nácik ellen, anyja, Zahava pedig az izraeli légierő pilótája volt a Hatnapos háború idején. Mindketten meghaltak, amikor 1989-ben a buszt, amelyen hárman együtt utaztak, eltérítette Abd al-Hadi Ghanayem palesztin terrorista és belevezette egy szakadékba. Hana túlélte az eseményt de sokáig kórházban feküdt miközben eltemették az anyját, nagyanyját és barátait. Később az apja bentlakásos iskolába íratta őt és pszichológushoz kellett járnia. Ez tovább súlyosbította elszigetelődését az emberektől és iskolatársai sem kedvelték.
Végül Hana csatlakozott az izraeli hadsereghez, annak reményében, hogy ejtőernyős speciális különítményhez kerülhet. Ehelyett irodai munkát kapott a terrorelhárításnál, a Mossadnál, mert a parancsnoka úgy gondolta, hogy csak a bosszúvágy vezérli.

## Bennet mellett és ellen
Egyik este, amikor a bázisán őrködött, Mr. Bennet lépett oda hozzá. Hana hezitált, hogy rálőjön-e mert nem tudta, hogy kötelességből vagy bosszúvágya miatt ölné meg. Eközben Bennet lefegyverezte, és egy ajánlatot tett neki. Így kezdődött Bennettel való együttműködése és képességeinek megismerése. Hana képes a rádióhullámokkal továbbított elektronikus jelek vételére és értelmezésére, valamint egy körülbelül 300 méteres körzetben jelek továbbítására is. Így bármilyen vezeték nélküli hálózaton keresztül küldött szöveges üzenetet és dokumentumot el tud fogni.
Később, mikor megtudja, hogy Bennet nem a CIA-nek dolgozik és másban is hazudott neki, ellene fordul és a Társaság leállítását tűzi ki céljául. Ehhez segítségre van szüksége és így jut el Ted Sprague-hez, aki újra felveszi a kapcsolatot Matt Parkmannel, hogy közösen megpróbáljanak válaszokat szerezni Bennettől. Valójában csakúgy mint Tedet, Hanát is a bosszúvágy hajtja.

## Hana Gitelman „halála”
Miután akciójuk rosszul sül el és Claire Bennet képessége lelepleződik a Társaság előtt, fogadott lánya érdekében Bennet is kénytelen a szervezet ellen fordulni. Mielőtt a Haiti segítségével megszökteti Claire-t, megkéri Hanát hogy tegye működésképtelenné a Társaság nyomkövető rendszerének alapját képező műholdat. Hana elvállalja a küldetést és Kínába utazik, hogy egy Shenzou űrjármű fedélzetén megközelíthesse a műholdat. Képességével eléri, hogy engedélyezzék a felszállását. Egy űrséta folyamán megtalálja a célpontot. Mikor kommunikálni kezd a műholddal egy védelmi mechanizmus egy számítógépes víruson keresztül károsítja Hana agyát. Nem marad más választása, mint lecsatlakozni a kábelekről és a műholdat a saját testével letéríteni a pályájáról. Hana teste a műholddal együtt elég miközben belépnek a Föld légkörébe. Hanának azonban valahogyan sikerült megmentenie a tudatát, és szelleme tovább él a világ számítógépes rendszereiben. Utoljára akkor tűnik fel, amikor Micah Sandersszel beszélget az interneten keresztül.